# Lancea
Lancea é um género botânico pertencente à família Phrymaceae.

## Espécies
- Lancea hirsuta
- Lancea tibetica